# Northmoor (Misuri)
Northmoor es una ciudad ubicada en el condado de Platte en el estado estadounidense de Misuri. En el Censo de 2010 tenía una población de 325 habitantes y una densidad poblacional de 525,03 personas por km².

## Geografía
Northmoor se encuentra ubicada en las coordenadas 39°11′4″N 94°36′20″O / 39.18444, -94.60556. Según la Oficina del Censo de los Estados Unidos, Northmoor tiene una superficie total de 0.62 km², de la cual 0.62 km² corresponden a tierra firme y (0%) 0 km² es agua.

## Demografía
Según el censo de 2010, había 325 personas residiendo en Northmoor. La densidad de población era de 525,03 hab./km². De los 325 habitantes, Northmoor estaba compuesto por el 96% blancos, el 3.38% eran afroamericanos, el 0.31% eran amerindios, el 0% eran asiáticos, el 0.31% eran isleños del Pacífico, el 0% eran de otras razas y el 0% pertenecían a dos o más razas. Del total de la población el 1.23% eran hispanos o latinos de cualquier raza.